# Liste der denkmalgeschützten Objekte in Neidling
Die Liste der denkmalgeschützten Objekte in Neidling enthält die 8 denkmalgeschützten, unbeweglichen Objekte der Gemeinde Neidling im Bezirk St. Pölten-Land (Niederösterreich).

## Denkmäler
| Foto |                 | Denkmal                                                                               | Standort                                          | Beschreibung | Metadaten |
| ---- | --------------- | ------------------------------------------------------------------------------------- | ------------------------------------------------- | --- | --- |
| ja   | Datei hochladen | Ortskapelle Zur Unbefleckten Empfängnis HERIS-ID: 60746 Objekt-ID: 73123              | Moosweg 1a Standort KG: Afing                     | Die schlichte Kapelle mit Satteldach hat einen Turm in Form eines Dachreiters mit glockenförmigem Turmhelm. | BDA-Hist.: Q38092944 Status: § 2a Stand der BDA-Liste: 2025-06-30 Name: Ortskapelle Zur Unbefleckten Empfängnis GstNr.: 30                                                                             |
| ja   | Datei hochladen | Flur-/Wegkapelle HERIS-ID: 60747 Objekt-ID: 73124                                     | Friesingerstraße 7, bei Standort KG: Afing        | Die Kapelle mit rundbogiger Nische, Satteldach und geschmiedetem Lothringer Kreuz ist mit 1747 bezeichnet. | BDA-Hist.: Q38092955 Status: § 2a Stand der BDA-Liste: 2025-06-30 Name: Flur-/Wegkapelle GstNr.: 62 |
| ja   | Datei hochladen | Flur-/Wegkapelle Bildbuche HERIS-ID: 60752 Objekt-ID: 73129                           | Standort KG: Enikelberg                           | Anstelle einer 1892 abgebrannten Holzkapelle unbekannten Alters wurde 1894/1895 die knapp 36 m² große neugotische Kapelle mit gequaderter Putzfassade zwischen Strebepfeilern mit Pultdächern errichtet. Das Satteldach trägt als Dachreiter ein laternenfömiges achteckiges Holztürmchen mit gotischen Säulchen und Spitzbogen und einen spitzen Helm aus Blech mit abschließendem Kreuz. | BDA-Hist.: Q38092966 Status: § 2a Stand der BDA-Liste: 2025-06-30 Name: Flur-/Wegkapelle Bildbuche GstNr.: .13                                                                                         |
| ja   | Datei hochladen | Schloss Goldegg samt Nebengebäuden HERIS-ID: 33938 Objekt-ID: 31759                   | Goldegg 1 Standort KG: Goldegg                    | Das unregelmäßige dreiflügelige Spätrenaissanceschloss entstand 1589–1639 durch Um- und Ausbauten einer bestehenden Burg mit Bergfried, Palas und Kapelle. | BDA-Hist.: Q2241221 Status: Bescheid Stand der BDA-Liste: 2025-06-30 Name: Schloss Goldegg samt Nebengebäuden GstNr.: .1, .2, .3, .9, .10                                                              |
| ja   | Datei hochladen | Pfarrhof HERIS-ID: 50287 Objekt-ID: 55103                                             | Walter-Eder-Straße 1 Standort KG: Neidling        | Durch Putzbänder gegliederter zweigeschoßiger fünfachsiger Bau mit Walmdach, schmiedeeiserne Fensterkörbe im Erdgeschoß. | BDA-Hist.: Q38039137 Status: § 2a Stand der BDA-Liste: 2025-06-30 Name: Pfarrhof GstNr.: 50 |
| ja   | Datei hochladen | Kath. Pfarrkirche hll. Peter und Paul sowie Friedhof HERIS-ID: 50288 Objekt-ID: 55104 | Walter-Eder-Straße 1, neben Standort KG: Neidling | Gotische Kirche aus der Zeit um 1400, die durch Umbau im Jahre 1495 in weiten Bereichen ihr heutiges Aussehen erhalten hat. Strebepfeiler mit Pultdächern, spitzbogige Maßwerkfenster, vorgestellter schlanker Turm, links der Apsis neuzeitlicher Sakristeianbau, rechts der Apsis eine schmucklose Seitenkapelle, ebenfalls neuzeitlich.                                                 | BDA-Hist.: Q38039147 Status: § 2a Stand der BDA-Liste: 2025-06-30 Name: Kath. Pfarrkirche hll. Peter und Paul sowie Friedhof GstNr.: 47 Pfarrkirche Neidling                                           |
| ja   | Datei hochladen | Fundzone Würmlingerfeld HERIS-ID: 60144 Objekt-ID: 72076                              | Würmlingerfeld Standort KG: Watzelsdorf           | | BDA-Hist.: Q38090412 Status: Bescheid Stand der BDA-Liste: 2025-06-30 Name: Fundzone Würmlingerfeld GstNr.: 109/1, 109/2, 109/3, 109/4, 109/5, 109/6, 109/7, 109/8, 109/9, 10, 110, 111, 112, 120, 121 |
| ja   | Datei hochladen | Ortskapelle HERIS-ID: 60741 Objekt-ID: 73118                                          | Wernersdorf 4, neben Standort KG: Wernersdorf     | Holzbau mit Satteldach und Türmchen in Form eines Dachreiters mit spitzem Helm. Vorgesetzter in Massivbau ausgeführter Eingangsbereich in neugotischem Stil. | BDA-Hist.: Q38092921 Status: § 2a Stand der BDA-Liste: 2025-06-30 Name: Ortskapelle GstNr.: 28 Ortskapelle Wernersdorf                                                                                 |